# Tettigoniopsis iyoensis
Tettigoniopsis iyoensis är en insektsart som beskrevs av Tadao Kano och Kawakita 1987. Tettigoniopsis iyoensis ingår i släktet Tettigoniopsis och familjen vårtbitare. Inga underarter finns listade i Catalogue of Life.